# 立川志ら乃
立川 志ら乃（たてかわ しらの、1974年2月24日 - ）は、落語立川流所属の落語家。立川志らく門下三番弟子、真打。タレントとしてはPERFECT MUSICに所属。出囃子は『手鞠唄』。本名∶狩野 徹。

## 経歴
- 1998年（平成10年）5月 - 立川志らくに入門。

立川志らくが長年温めていた、シラノ・ド・ベルジュラックからとった「志ら乃」の名をもらう。
- 2003年（平成15年）5月 - 立川談志による昇進試験に合格し、二つ目昇進。
- 2005年（平成17年） - NHK新人演芸大賞大賞受賞
- 2011年（平成23年）11月 - 志らく一門の真打トライアル試験に合格。真打昇進が内定。
- 2012年（平成24年）12月 - 兄弟子の立川こしらと共に真打昇進。立川談志の孫弟子では初の真打となり、孫弟子から預かり弟子となった者の弟子は除いた場合における五代目柳家小さんの曾孫弟子としても初めての真打昇進となる。
- 2015年（平成27年）12月 - 第1回渋谷らくご大賞（創作大賞）受賞[1]。
- 2018年（平成30年）1月28日 - 落語芸術協会・新宿末廣亭下席に、立川談之助の代演として出演。落語立川流では2人目、志らく門下では初の定席出演を果たす[2][3]。

## 芸歴
- 1998年5月 - 立川志らくに入門、「志ら乃」を名乗る。
- 2003年5月 - 二ツ目昇進。
- 2012年 - 真打昇進。

## 受賞歴
- 2005年 - NHK新人演芸大賞大賞

## 人物
- 両親は熊本出身である、と自身のブログで述べている[4]。
- 1997年、明治大学第二文学部卒業。明治大学落語研究会出身[5]。
- 立川談志に「俺のDNAが志らくを通じて流れている気がする」と言われる。
- 真打昇進の発表と前後して、立川談志が死去した。兄弟子のこしらとともに、談志存命中に真打昇進が決まっていた最初で最後の孫弟子となった。
- 落語界有数のハロー!プロジェクトファンとしても知られ、志ら乃のラジオ番組にはハロプロ所属タレントがしばしばゲスト出演する。
- 志ら乃本人もハロー!プロジェクトメンバー出演の舞台にゲスト出演をしている[6]。
- 既婚者である。現夫人との結婚の際の婚姻届の証人（二名）は、当時モーニング娘。のメンバーだった高橋愛と新垣里沙である[7]。
- 女性アイドルグループと共に落語に関するライブイベントに出演している。
  - 2012年にライブイベント「女子落語」に出演。共演者は℃-uteの矢島舞美、岡井千聖、鈴木愛理（2012年5月）[8]。モーニング娘。の譜久村聖、生田衣梨奈、鞘師里保、鈴木香音、飯窪春菜、石田亜佑美、佐藤優樹、工藤遥（2012年8月）[9]。Berryz工房の清水佐紀、須藤茉麻、夏焼雅、菅谷梨沙子（2012年11月）[10]。
  - 2016年1月にさくら学院のライブイベント「公開授業『落語の授業』」に講師として出演。
- 左利きである。師匠志らくの兄弟子にあたる立川志の輔から左打ち用のゴルフセット譲渡を持ち掛けられたが、志ら乃本人はゴルフはしない[11]。
- 声優の井上喜久子のファンクラブ会員である[12]。
- スーパーマーケットをこよなく愛している[13]。

## 弟子

### 前座
- 立川のの一

### その他
正式な弟子以外にも、立川流のBコース（著名人を対象とした弟子）をモデルとした別ジャンルでの活動を行いながら志ら乃に稽古をつけてもらう「客分の弟子」を取っている。客分の弟子は以下の通り
- 華名（女子プロレスラー。高座名「華激家かな乃ん」。現：ASUKA）
- 関智一（声優。高座名「のゝ乃家ちゝちぃ」）
- 山口勝平（声優。高座名「のゝ乃家ぺゝぺぇ」）
- ホシカワ（お笑い芸人）
- ふくべえりこ（お笑い芸人）
- らく者（元立川志らく門下「立川らく者」。卒業（廃業）後、志らくの許可を得て志ら乃門下として落語を続ける。高座名「のゝ乃家らく者」）[16]
- 木村昴（声優。高座名「のゝ乃家ぶらんけんぶるく」）
- 児玉美樹（俳優・タレント。高座名「のゝ乃家みきき」)
- 土屋礼央( RAGFAIRのメンバー)

## 主な出演番組

### テレビ
- 落談〜落語の噺で面白談義（2016年〜2017年、TOKYO MX）
- 落談～落語の噺で面白談義season2（2019年、TOKYO MX）

### ラジオ・ネットラジオ
- 立川志ら乃のサブカル天国（ラジオ日本）
- 落語家立川志ら乃×声優小林ゆうの「落塾」（ワロップ放送局）

## 書籍・ムック
- 「ジャパンクオリティレビュー」（連載）
- 「メカビ2」
- 「別冊宝島　僕たちの好きな攻殻機動隊」
- 「別冊宝島　僕たちの好きな攻殻機動隊 全キャラクター徹底解析編」
- 「別冊宝島　1500号特別号」
- 「このアニメがすごい!2008」
- 「このマンガがすごい!2012」
- 「平成20年　読売大相撲10月号」
- 「ユリイカ初音ミク特別号」
- 「談志亡き後の真打ち」（宝島社）
- 「うじうじ」（PHP研究所）